# Elastasa

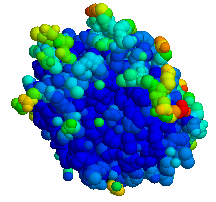
Model d'elastasa.

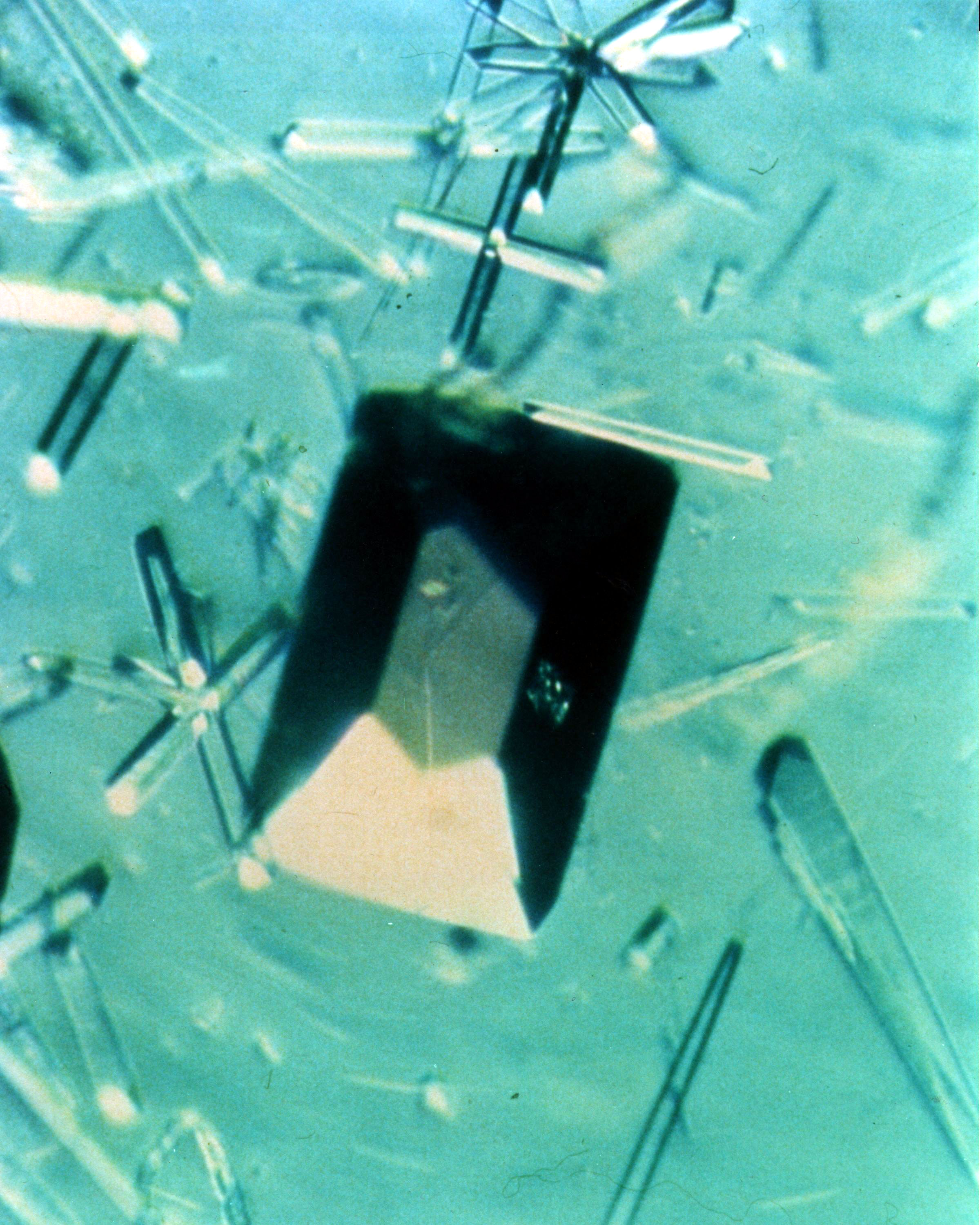
Cristalls d'elastasa porcina.

Elastasa és un enzim de la classe de proteases (peptidases) que degrada les proteïnes.

## Formes i classificació
En els humans existeixen 8 gens per l'elastasa:
| Família             | Símbol del gen | Símbol del gen | Nom de la proteïna             | Nom de la proteïna       | Nombre EC    |
| Família             | Aprovat        | Previ          | Aprovat                        | Previ                    | Nombre EC    |
| ------------------- | -------------- | -------------- | ------------------------------ | ------------------------ | ------------ |
| tipus quimotripsina | CELA1          | ELA1           | tipus quimotripsina, membre 1  | elastasa 1, pancreàtica  | EC 3.4.21.36 |
| tipus quimotripsina | CELA2A         | ELA2A          | tipus quimotripsina, membre 2A | elastasa 2A, pancreàtica | EC 3.4.21.71 |
| tipus quimotripsina | CELA2B         | ELA2B          | tipus quimotripsina, membre 2B | elastasa 2B, pancreàtica | EC 3.4.21.71 |
| tipus quimotripsina | CELA3A         | ELA3A          | tipus quimotripsina, membre 3A | elastasa 3A, pancreàtica | EC 3.4.21.70 |
| tipus quimotripsina | CELA3B         | ELA3B          | tipus quimotripsina, membre 3B | elastasa 3B, pancreàtica | EC 3.4.21.70 |
| quimotripsina       | CTRC           | ELA4           | quimotripsina C (caldecrin)    | elastasa 4               | EC 3.4.21.2  |
| neutròfil           | ELANE          | ELA2           | neutròfil elastasa             | elastasa 2               | EC 3.4.21.37 |
| macròfag            | MMP12          | HME            | macròfag metal·loelastasa      | macròfag elastasa        | EC 3.4.24.65 |

Alguns bacteris (incloent Pseudomonas aeruginosa, que secreta la pseudolisina) també produeixen elastasa. En bacteris, l'elastasa es considera un factor de virulència.

## Funció
L'elastasa trenca l'elastina, una fibra elàstica que, junt amb el col·lagen, determina les propietats mecàniques del teixit connectiu. La forma neutròfila degrada la proeïna A (Outer membrane protein A (OmpA) de E. coli i d'altres bacteris Gram-negatius. L'elastasa també té un important paper inmunològic en trencar els factors de virulència de Shigella.

## Paper de l'elastasa en malalties en humans

### A1AT
L'elastasa és inhibida pel reacció de fase aguda de proteïnes alfa 1-antitripsina (A1AT), que s'uneix gairebé irreversiblement al lloc actiu de l'elastasa i la tripsina. A1AT és normalment secretada per les cèl·lules del fetge en el sèrum. La deficiència d'alfa 1-antitripsina (A1AD) porta a la pèrdua de fibra elàstica per l'elastasa; el resultat principal és l'emfisema pulmonar.

### Hematopoeiesi cíclica
La malaltia rara neutropènia cíclica és un trastorn genètic caracteritzat per la fluctuació de neutròfils granulòcits.

### Altres malalties
L'elastasa de neutròfils és responsable de la formació de butllofes en el pemfigoide de la pell.

## El paper de l'elastasa bacteriana en les malalties
L'elastasa s'ha demostrat que interromp les unions estretes (tight junctions), causa dany proteolític en els teixits, degrada citocines i a l'inhibidor alfa proteinasa, escindeix anticossos A i G (IgA, IgG) i escindeix el component C3bi, un component del sistema del complement i el CR1, un receptor bioquímic sobre neutròfils implicat en la fagocitosi. Tots aquests factors contribueixen a la patologia humana.